# Бурдуково (Ветлужский район)
Бурдуко́во — деревня в составе Мошкинского сельсовета Ветлужского района Нижегородской области.
Располагается в полутора километрах от правого берега реки Ветлуги.
По данным на 1999 год, численность населения составляла 31 чел.

## История
В прошлом деревня Варнавинского уезда Костромской губернии.

## Население
| 1897 | 1907 | 1916 | 1999 | 2002 | 2010 |
| ---- | ---- | ---- | ---- | ---- | ---- |
| 160  | ↗196 | ↘178 | ↘31  | ↘26  | ↘12  |

## Люди, связанные с деревней
- Муравьёв Михаил Артемьевич — уроженец деревни 1880 года. После Февральской революции 1917 года был председателем Центрального исполкома по формированию революционной армии из добровольцев тыла для продолжения войны с Германией, а после Октябрьской революции стал левым эсером, был начальником обороны Петрограда, командующим крупными воинскими формированиями, с 13 июня 1918 главнокомандующий войсками Восточного фронта, 10 июля 1918 года поднял мятеж в Симбирске[7].